# كريس غرين (لاعب كرة قاعدة)
كريس غرين (بالإنجليزية: Chris Green)‏ هو لاعب كرة قاعدة أمريكي، ولد في 5 سبتمبر 1960 في لوس أنجلوس في الولايات المتحدة.

## وصلات خارجية
- كريس غرين على موقعبيزبول رفرنس.كوم (الدوري الرئيسي) (الإنجليزية)
- كريس غرين على موقعبيزبول رفرنس.كوم (الدوري الثانوي) (الإنجليزية)